# Matthias Arnoldin von Clarstein

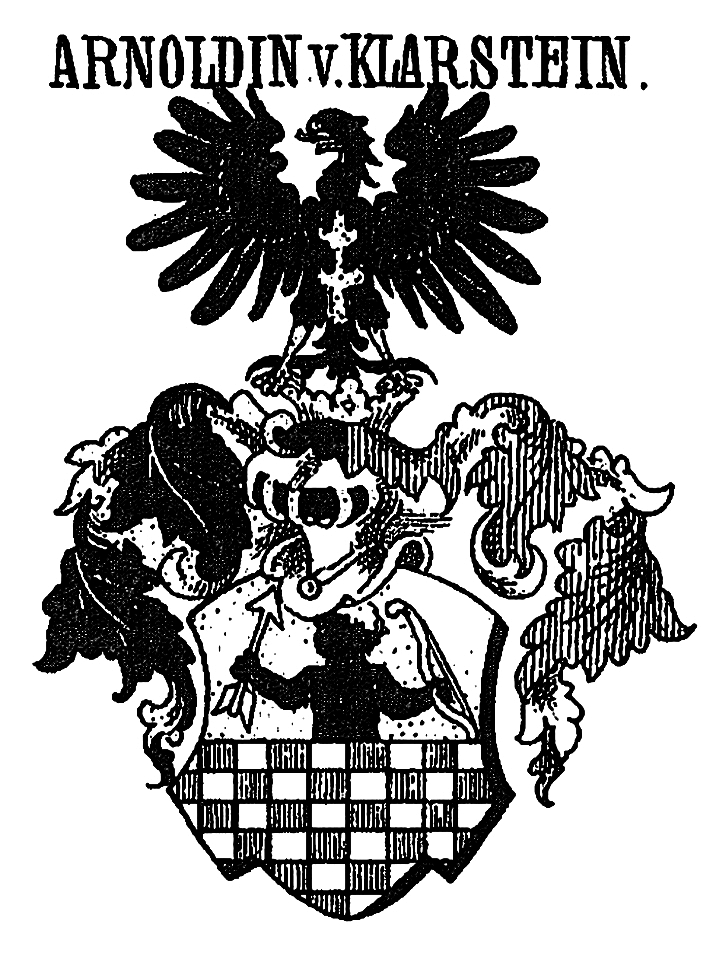
Wappen, verliehen mit der Adelsbestätigung 1623

Matthias Arnoldin von Clarstein, geboren als Matthias Arnold (* um 1575 in Lutzerath (andere Quelle nennen Böhmen); † 21. Januar 1649 in Prag) war ein kaiserlicher Reichshofrat, Jurist und geheimer Hofkammer-Sekretär.

## Leben
Matthias Arnold war ab etwa 1599 in der Hofkanzlei bei Rudolf II. tätig, der ihn später adelte und er seitdem den Namen Matthias Arnoldin von Clarstein trug. Um das Jahr 1605 wurde er zunächst kaiserlicher Appellationssekretär, dann 1612 Hofkammersekretär und 1618 Hofkammerrat. 1623 bekam er zu Regensburg eine Bestätigung seines rittermäßigen Adelsstandes sowie den Ritterstand nebst einer Wappenbesserung und die Ernennung zum Hofpfalzgrafen ad personam. 1626 wurde er erster Sekretär der Reichskanzlei sowie Protokollführer des Geheimen Rates. 1627 kaufte er gemeinsam mit seiner ersten Ehefrau Anna die Burg Slavetin. Weiters brachte Arnoldin von Clarstein die böhmischen Güter Brodetz und Budenitz in den Besitz seiner Familie.
1628 wurde er zum Reichshofrat auf der Juristenbank berufen. Sein Eifer sowie seine Sprachgewandtheit und Sachkenntnis verschafften ihm bald das besondere Vertrauen Ferdinands II., der ihn bei vielen geheimen und persönlichen Angelegenheiten als Konzipisten und als Träger diplomatischer Sendungen einsetzte. Unter anderem wurde er mit der Protokollführung des großen Regensburger Reichstages von 1630 betraut, jedoch zwangen ihn Krankheit und Alter ab 1639, sich nach und nach von den Geschäften zurückzuziehen.
Eine kaiserliche Urkunde zwecks Unterhandlungen wurde dem schwedischen König Gustav II. Adolf überstellt, von diesem aber zurückgewiesen, da sie nur vom Kriegssekretär Arnold von Klarstein unterzeichnet war, und nicht vom Kaiser selbst. Gustav Adolf war misstrauisch: seiner Auffassung nach war der Kaiser daher an keine darin gemachte Zusage wirklich gebunden.

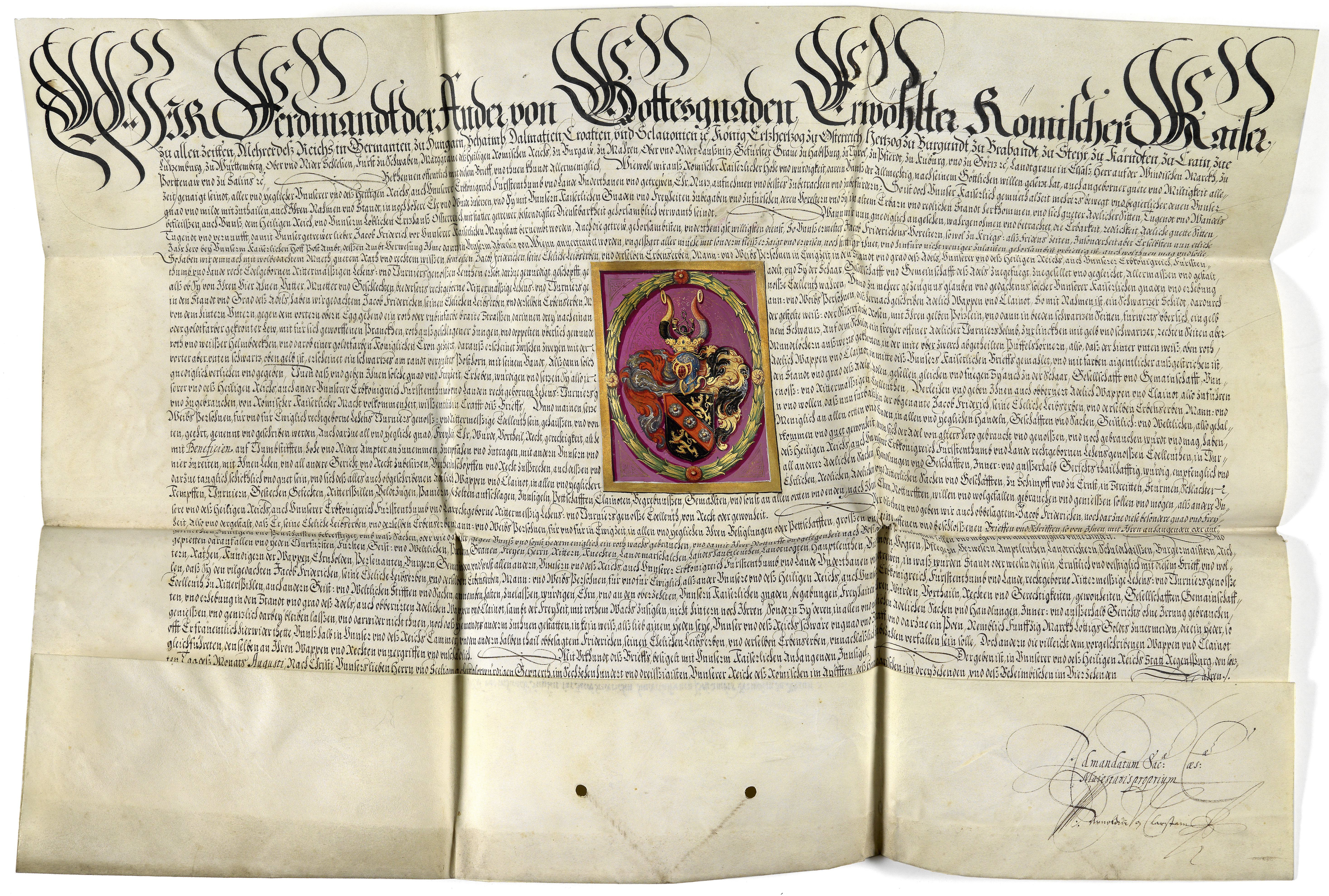
Adelsbrief Kaiser Ferdinands II. für Jakob von Friedrich 1630, unten rechts gegengezeichnet von Matthias Arnoldin von Clarstein, als Refendar der deutschen Expedition der Reichshofkanzlei

Bekannt wurde Arnoldin durch den Gründungsversuch der „Societas Defensionis Christianae“, der unter dem Eindruck der böhmischen und ungarischen Rebellion entstanden war. 1619 schlug er Ferdinand II. vor, Katholiken Europas zu einer direkten Abgabe für die Anwerbung kaiserlicher Truppen – unter Beibehaltung ihrer landesherrlichen Abgaben – zur Verteidigung des Christentums zu bewegen. Der Kaiser, dem der Organisationsplan gefiel, sandte Arnoldin daraufhin zu Beginn des Jahres 1620 auf eine großangelegte Werbereise zu allen katholischen Fürsten und Würdenträgern des Reiches, um ihre Genehmigung für deren jeweilige Gebiete einzuholen. Abgesehen von einzelnen Ablehnungen wurden zunächst fast überall Zuwendungen erteilt.
1621 und 1622 wurden entsprechende Statuten überall hin versandt, jedoch geriet das ganze Unterfangen ins Stocken, weil keiner den Anfang machen wollte, und Arnoldin schließlich selbst sagte, „der Anlaß zu dem Vorschlage die Tatsache, daß ‚Steuern und Reichscontributionen so schlecht einzubringen seien‘.“ Trotz seiner 1620 erwirkten Erlaubnis katholischer Fürsten freiwillige Spenden einzusammeln, scheiterte der Plan letztlich an deren Bedenken, dem Kaiser bei eigenen Mindereinnahmen zu mehr Macht zu verhelfen. Der Kampf des Kaisers um die Rückgewinnung von Böhmen und Ungarn wurde in den Blickpunkt eines Kreuzzugs gegen Ketzer und Ungläubige gerückt und der Kaiser nach mittelalterlichem Vorbild als Schutzherr der Kirche und des Friedens hingestellt. Letztlich war der Glaube an Territorialimus, trotz des offenen Abwehrkampfes, stärker als der konfessionelle Einheitsgedanke.
1626 unterzeichnete Arnoldin von Clarstein den von Ferdinand II. konfirmierten Vergleich zwischen der Reichsstadt Regensburg und dem Dominikanerorden.

## Familie
Arnoldin von Clarstein war in erster Ehe mit Anna Mayer von Taudlowitz (1585–1627) und in zweiter Ehe seit 1629 mit Katharina Myslik von Hirschau (1577–1640), Tochter von Johann Myslik von Hirschau (1550–1599), verheiratet. Ihr Neffe war der kaiserliche Feldmarschalleutnant Johann Sigmund Myslik von Hirschau (Hiršova; 1606–1666).

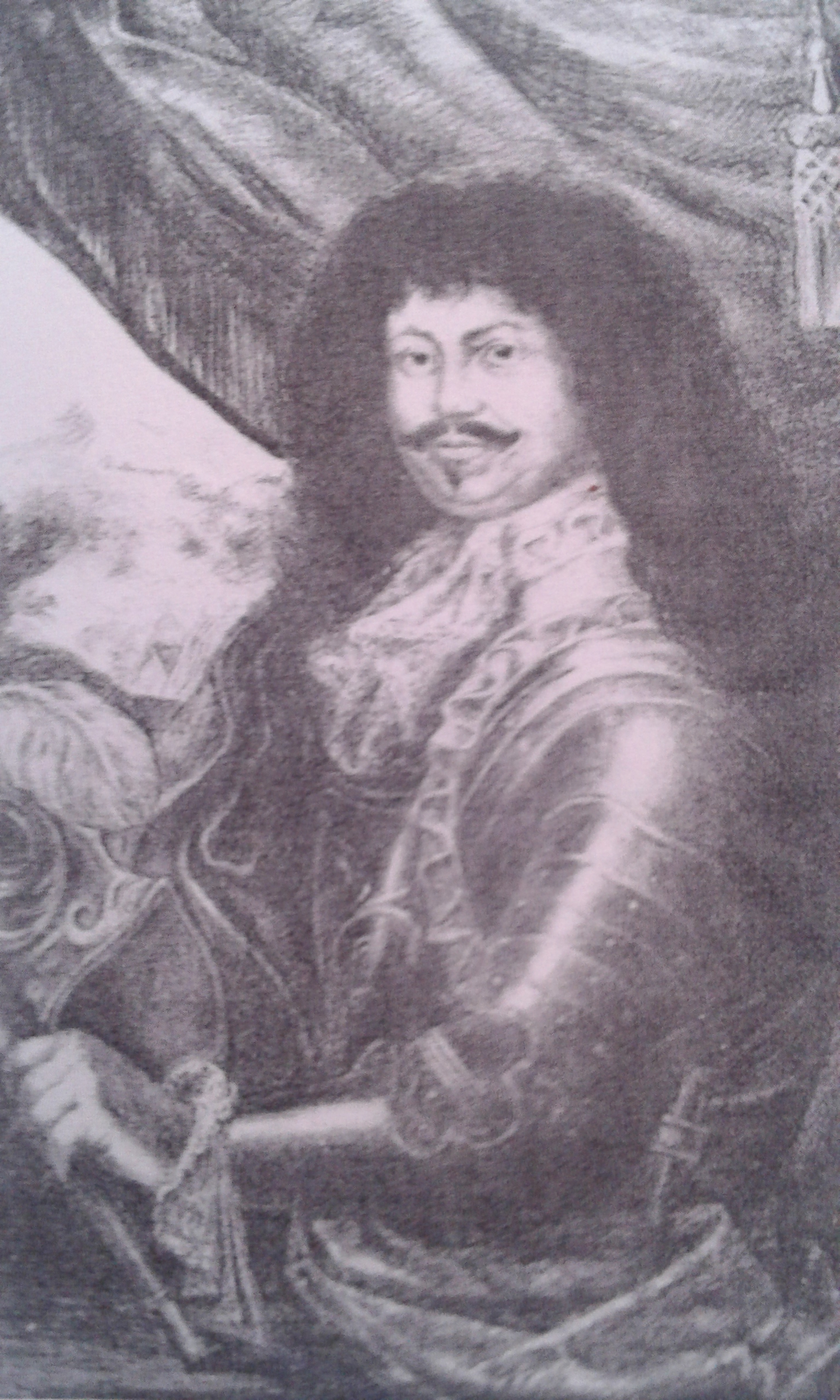
Der angeheiratete Neffe Sigmund Myslík von Hirschau

1630 bewirkte Matthias Arnoldin Ritter von Clarstein als kaiserlicher Reichshofrat und geheimer Sekretär beim Kaiser eine Ausdehnung des Adelsprädikats „von Clarstein“ auf seine beiden Schwiegersöhne: dem mit seiner Tochter aus erster Ehe, Dorothea Elisabeth, verheirateten Theodor Hartmann, Landrechtsrat im Königreich Böhmen und Obersthofkuchelmeister, deren Nachkommen zu Beginn des 18. Jahrhunderts das Grafenhaus Hartmann-Klarstein begründeten, und dem mit seiner Stieftochter verheirateten Johann Bonaventura Pappazoni, kaiserlicher Kammerdiener und Starost, als Ritter, und der Vereinigung ihrer jeweiligen Wappen mit dem Wappen der Familie Arnoldin von Clarstein.
Matthias Arnoldin von Clarstein stiftete in Prag eine Familiengruft, für sich und die töchterliche Familie Hartmann von Clarstein.

## Wappen
Das Wappen, wie es 1623 von Kaiser Ferdinand II. anlässlich der Adelsbestätigung im Ritterstand gebessert an Matthias Arnoldin von Clarstein verliehen wurde, zeigt im geteilten Schild oben in Gold einen Mohren oder Wilden Mann aus der Teilungslinie wachsend, rechts einen Pfeil, links einen Bogen emporhaltend, unten ein rot-silbernes Schach. Auf dem gekrönten Helm mit rechts schwarz-goldenen, links rot-silbernen Helmdecken als Helmzier ein gekrönter schwarzer Adler mit goldenem Monogramm „F“ auf der Brust (Gnadenzeichen Kaiser Ferdinands).
Die Nachkommenschaft der Erbtochter führte ab 1630 den Namen Hartmann von Clarstein und erhielt 1630 die Erlaubnis, das Wappen mit dem Wappen Arnoldin von Clarstein zu vereinigen. Sie stieg später in den Freiherren- und Grafenstand auf.

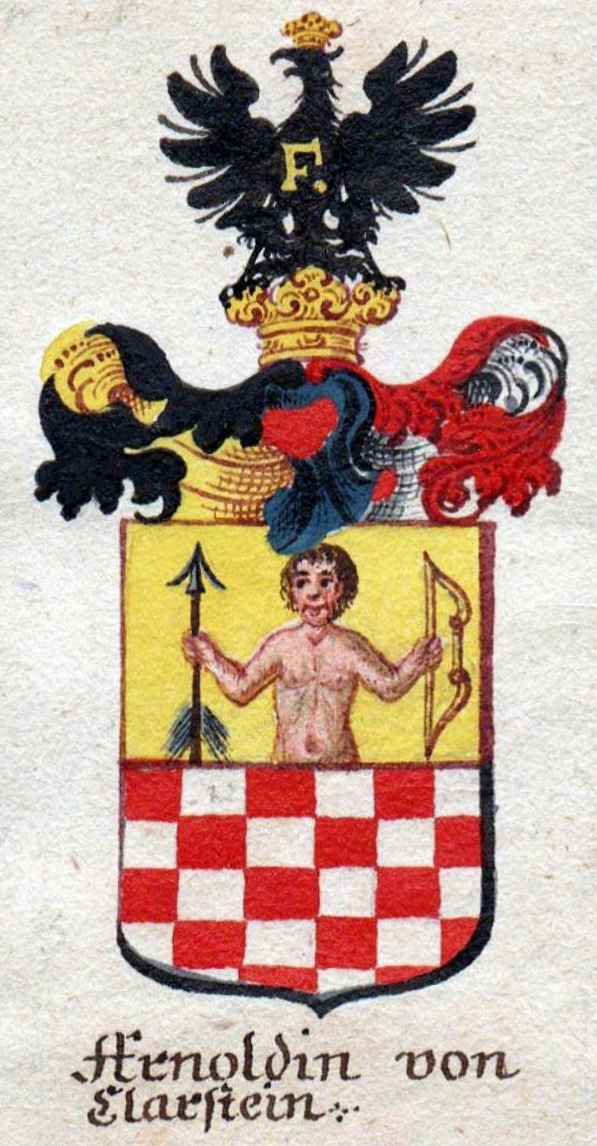
Wappen Arnoldin von Clarstein 1623, Darstellung 18. Jahrhundert
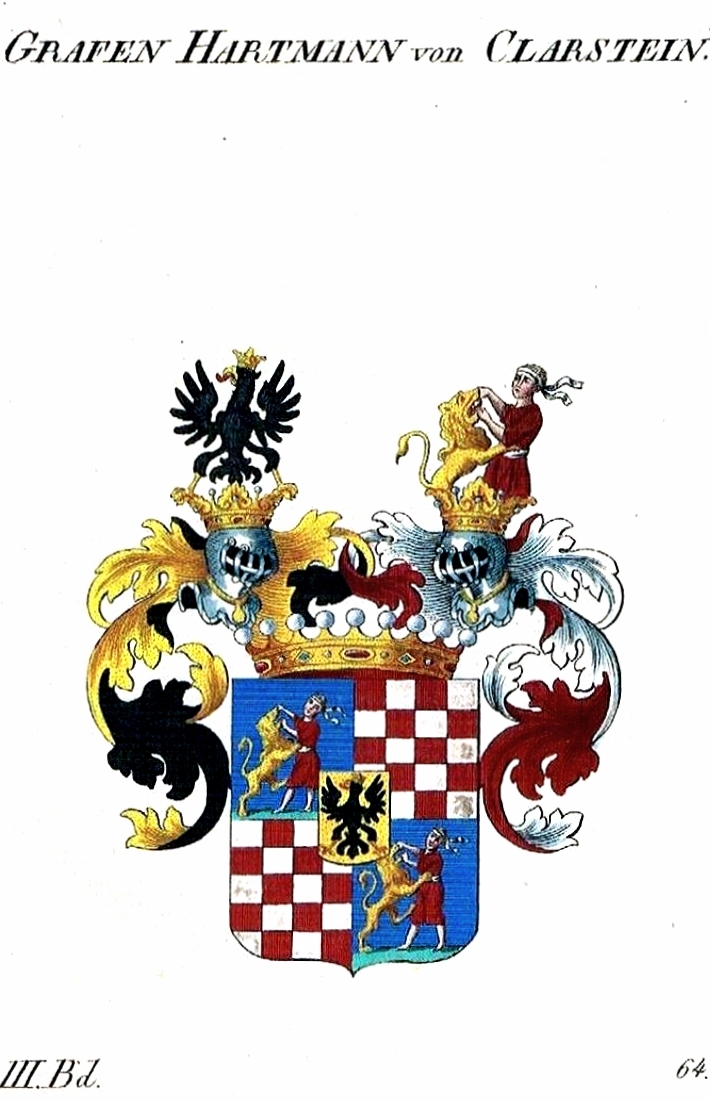
Wappen derer Grafen Hartmann von Clarstein, im Wappenbuch der Österreichischen Monarchie, 1832